# Región de Estocolmo
La Región de Estocolmo (en sueco: Region Stockholm) es la institución política y administrativa de la provincia de Estocolmo. Está constituida por 26 comunas y tiene 2 377 081 habitantes (2019). Tiene como función principal la definición de políticas y gestión de los servicios de salud y de transporte público. Además de eso, participa en la planificación general de la región, y da apoyo a algunas instituciones culturales de la misma región. Entre las distintas áreas de su competencia están el Hospital universitario Karolinska (en Solna y Huddinge), los centros de salud locales, las clínicas de dentistas locales (Folktandvård), los transportes públicos del Área metropolitana de Estocolmo (Storstockholms lokaltrafik), la compañía de navegación local Waxholmsbolaget.

## Competencias
La Región de Estocolmo tiene como función la definición de políticas y la gestión de la asistencia sanitaria, de los transportes públicos y de varias instituciones culturales regionales. Está igualmente encargada de la planificación general de la región.

### Asistencia médica

#### Hospitales
Entre los hospitales tutelados o gestionados por la Región de Estocolmo están:
- Hospital universitario Karolinska (en Solna y Huddinge)
- Södersjukhuset
- Danderyds sjukhus
- Södertälje sjukhus
- Norrtälje sjukhus
- S:t Eriks ögonsjukhus
- Löwenströmska lasarettet

### Transportes públicos
La Región Estocolmo es propietaria de las empresas de transportes públicos:
- Transportes públicos del Área metropolitana de Estocolmo (Storstockholms lokaltrafik)
- Compañía de navegación local  (Waxholmsbolaget)

### Instituciones culturales regionales
- Real Orquesta Filarmónica (Kungliga Filharmoniska Orkestern)
- Museo del Condado de Estocolmo (Stockholms läns museum)
- Sala de Conciertos de Estocolmo (Konserthuset Stockholm)

## Las regiones político-administrativas de Suecia

Regiones político-administrativas de Suecia

Las regiones político-administrativas de Suecia (region, en sueco) se corresponden territorialmente con las provincias de Suecia (län). Son, pues, un nivel intermedio entre el estado (staten) y los municipios (kommun). En la Nomenclatura de las Unidades Territoriales Estadísticas de la Unión Europea, constituyen el nivel 3 (NUTS 3). Las unidades políticas regionales están dirigidas por una asamblea regional (regionfullmäktige) – electa cada 4 años – que a su vez elige a un presidente y un gobierno regional (regionsstyrelse), con varias comisiones regionales. Las diferentes áreas de actividad están organizadas en comisiones y empresas, todas dirigidas por direcciones políticas. El presidente regional (regionråd) es responsable de la coordinación de las actividades de la región, siendo estas ejecutadas por un cuerpo de funcionarios.
Las regiones político-administrativas (region) coexisten dentro de los condados (län) con las administraciones regionales del estado (länsstyrelse). Mientras las regiones son órganos políticos responsables de salud, transportes, cultura, etc., las administraciones regionales del estado son los órganos responsables de las políticas de empleo, justicia, etc.